# Sonderkündigungsrecht
Ein Sonderkündigungsrecht, auch außerordentliches Kündigungsrecht, ist das einseitige Gestaltungsrecht, ein bestehendes Rechtsverhältnis zu kündigen, wenn im Übrigen die Möglichkeit zur Kündigung nicht oder erst zu einem späteren Zeitpunkt besteht. Das Sonderkündigungsrecht kann so ausgestaltet sein, dass der Berechtigte das Rechtsverhältnis ohne Einhaltung einer Kündigungsfrist, mit einer verkürzten oder ungekürzten Kündigungsfrist kündigen darf. Ein Sonderkündigungsrecht kann sich aus einem Gesetz ergeben oder vertraglich vereinbart worden sein.

## Grundlagen
Grundsätzlich liegen Verträgen die Willenserklärungen aller Vertragsparteien zur Erfüllung der jeweils vereinbarten Leistungen zugrunde. Die Leistungspflicht wird durch den Vertragsschluss wechselseitig rechtlich verbindlich. Sofern die Parteien ihre Leistungspflicht vertragskonform erfüllen, besteht die Möglichkeit der Vertragsbeendigung allenfalls in einer ordentlichen Kündigung oder durch Ablauf der vereinbarten Vertragsdauer.
Ein Sonderkündigungsrecht kommt in Betracht, wenn eine Seite das Recht hat, wesentliche Vertragsbedingungen, zum Beispiel die Höhe der Miete oder den Preis für eine Dienstleistung einseitig zu ändern. Der anderen Seite wird dann unter Umständen das Recht zugebilligt, sich von dem Vertragsverhältnis im Wege der Sonderkündigung vorzeitig zu lösen, wenn sie das Rechtsverhältnis zu den geänderten Bedingungen nicht fortsetzen will. Sonderkündigungsrechte werden ebenfalls vorgesehen, um bei langzeitigem Ausschluss des Kündigungsrechts die Bindungsgrenzen zu wahren.

## Sonderkündigungsrechte im Mietrecht
Ein Sonderkündigungsrecht bei Modernisierungsankündigung besteht in Deutschland gem. § 555e BGB. Mieter können in diesem Fall zum Ablauf des übernächsten Monats kündigen.
Das Bürgerliche Gesetzbuch sieht im Mietrecht verschiedene Anspruchsgründe für Vermieter vor, unter denen sie eine Mieterhöhung verlangen können. Nach § 558 BGB wäre diese zum Beispiel möglich, wenn die letzte Mietanhebung mehr als 15 Monate zurückliegt. Darüber hinaus erlaubt § 559 BGB eine Anpassung aufgrund von Modernisierungsmaßnahmen. Mieter haben in diesem Fall ein Sonderkündigungsrecht gem. § 561 BGB, dessen Kündigungsfrist sich auf zwei Monate erstreckt (nach § 561 BGB beginnt die zweimonatige Kündigungsfrist erst im zweiten Monat nach Zugang der Mieterhöhung).
Beispiel: Kündigt der Vermieter die Erhöhung Ende August an, ist bis 31. Oktober eine Kündigung zum 31. Dezember möglich.

## Sonderkündigungsrechte im öffentlichen Krankenversicherungsrecht
Erhebt eine Krankenkasse der deutschen gesetzlichen Krankenversicherung einen Kassenindividuellen Zusatzbeitrag oder Zusatzbeitrag, erhöht sie diesen Beitrag oder verringert sie ihre Prämienzahlung, haben Mitglieder ein Sonderkündigungsrecht gem. § 175 SGB V und die Mitgliedschaft kann abweichend von einer etwaigen bestehenden achtzehnmonatigen Mindestbindungsfrist bis zur erstmaligen Fälligkeit der Beitragserhebung, der Beitragserhöhung oder der Prämienverringerung gekündigt werden, ab 1. Januar 2015 bis zum Ende des Monats, in dem die Beitragserhebung oder ‑erhöhung stattfindet. Die Krankenkasse muss das Mitglied auf das Sonderkündigungsrecht hinweisen. Weist die Krankenkasse auf das Kündigungsrecht verspätet hin, verschiebt sich die Kündigungsmöglichkeit um diesen Zeitraum. Die Vereinbarung eines regelmäßigen Kündigungsverzichts für einen bestimmten Zeitraum durch einen Wahltarif steht dem Sonderkündigungsrecht seit dem 1. Januar 2011 nicht mehr entgegen.
Auch im Falle von Wahltarifen gem. § 53 SGB V hat die Satzung für diese Tarife ein Sonderkündigungsrecht in besonderen Härtefällen, wie Arbeitslosigkeit, vorzusehen.